# کیسه‌داران علف‌خوار
کیسه‌داران علف‌خوار (نام علمی: Diprotodontia) راسته‌ای بزرگ متشکل از بیش از ۱۲۰ پستاندار کیسه‌دار از جمله کانگورو، والابی، کوآلا، وامبت، و بسیاری دیگر است.

## ویژگی‌ها
کیسه‌داران علف‌خوار کنونی همگی گیاه‌خوار هستند و بیشتر کیسه‌داران علف‌خوار منقرض‌شده نیز همین گونه بوده‌اند. تعداد کمی نیز حشره‌خوار و همه‌چیزخوار هستند، با این حال به نظر می‌رسد که همین عده نیز به تازگی عادات گیاهخواری خود را به سوی همه‌چیزخواری تغییر داده باشند. کیسه‌دارشیران منقرض‌شده تنها گروهی از این راسته هستند که به میزان زیادی گوشت‌خوار بودند.
کیسه‌داران علف‌خوار محدود به استرالزی هستند. قدیمی‌ترین سنگواره‌های شناخته شده از آن‌ها مربوط به دوره الیگوسن پسین (۲۸٫۴ تا ۲۳٫۰۳ میلیون سال پیش) هستند. با این حال مشخص است که ورود آن‌ها به استرالیا زودتر از آن هنگام بوده چرا که جای‌های خالی بزرگی در خط زمانی سنگواره‌های کشف شده دیده می‌شود و هیچ سنگواره‌ای از آن‌ها در ناحیهٔ از دیدگاه زمین‌شناسی فعال گینه نو پیدا نشده‌است.